# Mer de Pannonie
La mer de Pannonie est une ancienne mer peu profonde située dans la région aujourd'hui connue comme la plaine de Pannonie en Europe centrale. La mer de Pannonie a existé durant le Miocène et le Pliocène.